# Ludovico Lazzarelli

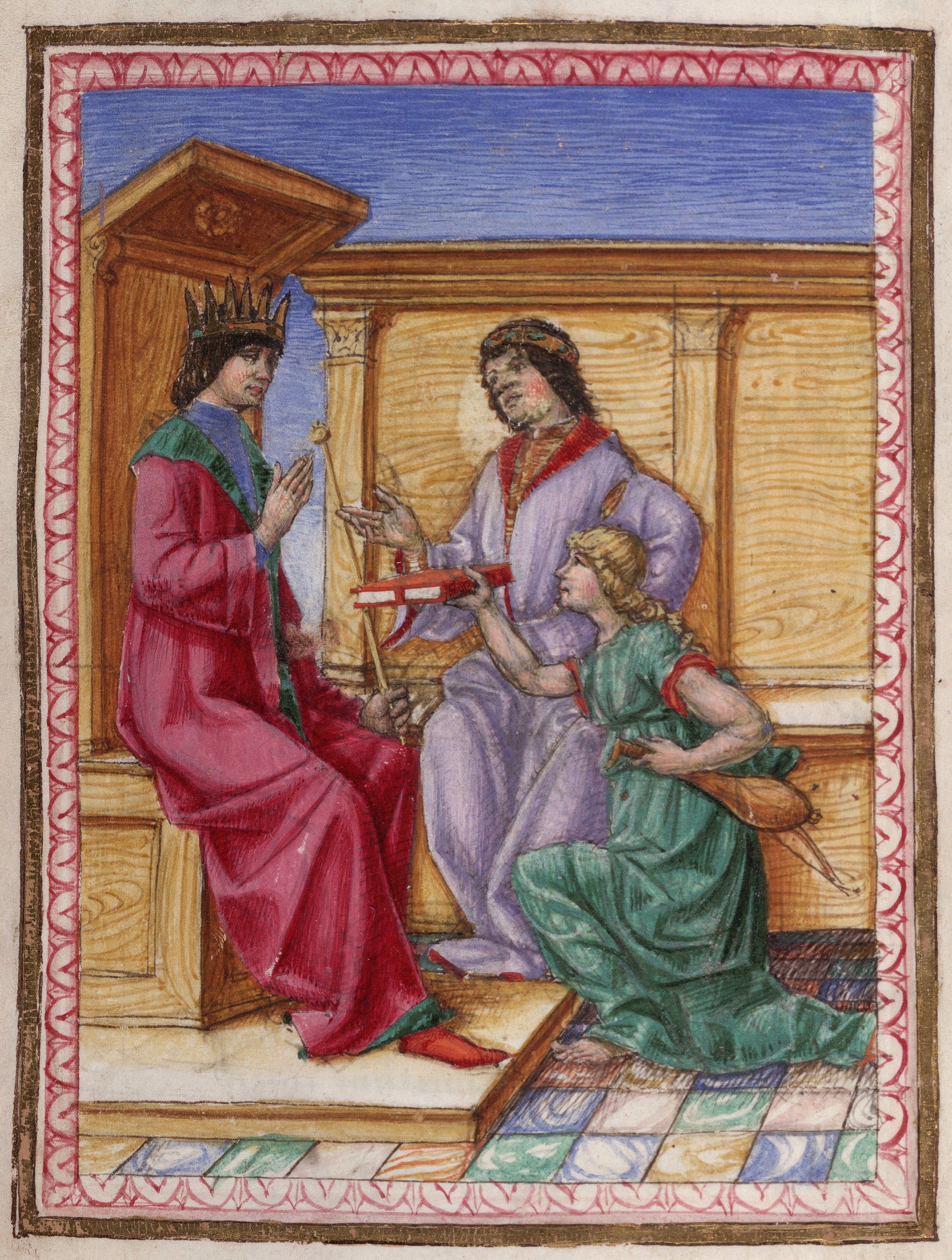
Lodovico Lazzarelli y una musa presentando el manuscrito Fasti christianae religionis a Fernando I de Nápoles (Beinecke MS 391, f.6v)

Ludovico Lazzarelli (San Severino Marche, 4 de febrero de 1447 – San Severino Marche, 23 de junio de 1500) fue un poeta y filósofo italiano activo a comienzos del Renacimiento.

## Biografía
El documento más importante para reconstruir la vida de Lazzarelli es Vita Lodovici Lazzarelli Septempedani poetae laureati per Philippum fratrem ad Angelum Colotium escrito por el hermano Filippo inmediatamente después de la muerte de Ludovico, y dirigido por el humanista Angelo Colocci.
Nacido en San Severino Marche, en la actual provincia de Macerata, Ludovico Lazzarelli estudió y vivió en Campli, Abruzzo, donde frecuentó la biblioteca del Convento de San Bernardino de Siena, que él cita en su obra Fasti Christianae Religionis, un largo poema de inspiración cristiana.
A la edad de 13 años recibió de Alessandro Sforza, señor de Pesaro, un premio por un poema sobre la batalla de San Flaviano de 1460.
Mantuvo contactos con los más importantes estudiosos de la época y fue seguidor del Hermetismo; de hecho, tradujo el Corpus Hermeticum, cuya versión amplía los textos herméticos precedentes que fueron traducidos de Marsilio Ficino.

## Obras
Fue autor de obras de carácter hermético como el Crater Hermetis, en sintonía con el sincretismo religioso de sus tiempos y anticipándose a la filosofía de Pico, con la fusión de Cábala y el Cristianismo. También escribió poemarios de carácter alegóricos como el Inno a Prometeo o didáctico-alegórico como el Bombyx.
- De apparatu Patavini hastiludii (Padua, 1629);
- De gentilium deorum imaginibus, dedicado antes a Borso de Este en 1471 y luego a Federico de Montefeltro (editado por W.J. O'Neal, Lewiston, NY, 1997);
- Fasti Christianae religionis, con mensajes dedicados al pontífice Sixto IV, 1480, luego al rey de Nápoles Ferdinando I de Aragón y finalmente al rey de Francia Carlos VIII (editado por M. Bertolini, Nápoles, 1991);
- Epístola Enoch (editado por M. Brini, en Testi umanistici sull'ermetismo, Roma, 1955, pp. 34–50;
- Traducción de las Diffinitiones Asclepii, publicado en el apéndice C.;
- De bombyce (editado e impreso por G.F. Lancellotti, Aesii, 1765);
- Crater Hermetis editó en Pimander Mercurii Trismegisti liber de sapientia et potestate Dioses. Asclepius eiusdem Mercurii liber de voluntate divina. Item Crater Hermetis a Lazarelo Septempedano, París, 1505;
- Vademecum (editado por M. Brini, en Testi umanistici sull'ermetismo, Roma, 1955, pp. 75–77).
- Un carme per la morte della duchessa d'Atri  (conservado en el ms. 598 de la Biblioteca del Seminario de Padua);
- Carmen bucolicum (Biblioteca universitaria de Breslavia, Colección Milich, ms. VIII.18);
- Carmi di occasione (Biblioteca nacional de Nápoles, ms. V.E. 59);
- Epigrammi sullo Pseudo Dionigi l'Areopagita (Walters Art Gallery de Baltimore, ms. W.344).